# Římskokatolická farnost Habartice u Krupky
Římskokatolická farnost Habartice (lat. Ebersdorfium) je církevní správní jednotka sdružující římské katolíky na území obce Habartice a v jejím okolí. Organizačně spadá do teplického vikariátu, který je jedním z 10 vikariátů litoměřické diecéze.

## Historie farnosti
Matriky jsou v místě vedeny od roku 1677. Do roku 1702 byla farnost filiální k farnosti Chlumec.

### Duchovní správcové vedoucí farnost
Začátek působnosti jmenovaného v duchovní správě farnosti od:
- 1765   Michaël Purekert
- Josephus de Wendel, † 24. 6. 1797
- 1773   Franc. Zechel
- 1780   Jos. Zechel, † 12. 11. 1788
- 1785   Franc. Honolka, † 20. 3. 1816
- 1793   Jos. Schaefer, n. 6. 1. 1755 Grupnens., o. 14. 6. 1778, † 3. 11. 1829
- 1815   Ignat. May, n. 24. 2. 1788 Graber, o. 30. 8. 1810, † 1. 6. 1825
- 1816   Cornel. Adler, n. 8. 6. 1786  Kulm, o. 11. 8. 1811, † 13. 6. 1848
- 1840   Anton. Linke, n. 29. 9. 1799 Seifersdorf, o. 14. 8. 1824, † 19. 11. 1868
- 1856   Franc. Boehm, n. 12. 11. 1812 Dürchel., o. 1. 8. 1839, † 17. 10. 1898
- 1885   Gustav Mattauch, n. 8. 1. 1846 Reichstadt, o. 25. 7. 1871, † 3. 9. 1923
- 1890   Jos. Nepustil, n. 3. 3. 1860 Deutsch Brodek, o. 11. 5. 1884, † 9. 6. 1933
- 1912   Raim. Ullrich, n. 16. 4. 1872 Seestadtl, o. 10. 7. 1898
- 1939  par. vacat, admin interc. Joann. Böhm
- 1. 4. 1940 par. vacat, adm. Jos. Siegel
- 1. 6. 1944 Robert Rehnelt S.J., n. 10. 1. 1904 Bodenbach, o. 26. 7. 1931
- 1. 10. 1949 Jan Linhart
- 1. 12. 1979  Josef Faltejsek
- 1. 7.  1986   Richard Kavan
- 1. 9.  1988  Viktor Maretta
- 1. 10. 1990  Karel Laburda O. P.
- 15. 8. 1991  Hynek Šťastný
- 1. 1.  1993  Jiří Majkov SJ
- 1. 3.  1994  Miroslav Brtva SJ
- 1. 4.  1994  Antonín Sporer
- 1. 9. 1995   Józef Szeliga
- 1. 7. 1999   Pavel Jančík
- 1. 7.  2001  Jiří Voleský
- 1. 1. 2014 Michael-Philipp Irmer, admin. exc. in spiritualibus; od 1. 5. 2020 admin. exc.
  - 1. 1. 2014 – 30. 4. 2020 Mgr. Jiří Breu, trvalý jáhen, admin.  in materialibus; od 1. 5. 2020 trvalá jáhenská služba
  - 4. 7. 2021 Christopher Cantzen, farní vikář[3]

Kromě kněží stojících v čele farnosti, působili ve farnosti v průběhu její historie i jiní kněží. Většinou pracovali jako farní vikáři, kaplani, katecheté, výpomocní duchovní aj.

## Území farnosti
Do farnosti náleží území obce:
- Adolfov (Adolphsgrün,[2] Adolfsgrün[4])[p 2]
- Fojtovice (Voitsdorf)[p 2]
- Habartice (Ebersdorf)[p 2]
- Mohelnice (Müglitz)[p 2]
- Větrov (Streckenwald)[p 2]
- Zadní Telnice – místní část Telnice (Hinter Tellnitz[2])[p 2]

## Římskokatolické sakrální stavby a místa kultu na území farnosti
| | Stavba                         | Místo     | Bohoslužby    | Zeměpisné souřadnice             | Status                               |        |        |
| Kostel | Kostel                         | Kostel    | Kostel        | Kostel                           | Kostel                               | Kostel | Kostel |
| --- | ------------------------------ | --------- | ------------- | -------------------------------- | ------------------------------------ | ------ | ------ |
| 1. | Kostel sv. Havla               | Habartice | nelze sloužit | 50°43′19″ s. š., 13°52′50″ v. d. | kolem roku 1959 zbořený farní kostel |        |        |
| Kaple |                                |           |               |                                  |                                      |        |        |
| 2. | Kaple sv. Petra a Pavla        | Fojtovice | nelze sloužit | 50°43′28″ s. š., 13°51′28″ v. d. | v roce 1959 zbořená kaple            |        |        |
| 3. | Kaple sv. Antonína Paduánského | Adolfov   | nelze sloužit | 50°44′17″ s. š., 13°54′29″ v. d. | v roce 1965 zbořená hřbitovní kaple  |        |        |
| 4. | Kaple Panny Marie              | Mohelnice | nelze sloužit | 50°44′16″ s. š., 13°51′45″ v. d. | v období 1945-1989 zaniklá kaple     |        |        |
| 5. | Kaple sv. Antonína Paduánského | Větrov    | nelze sloužit | 50°44′38″ s. š., 13°54′43″ v. d. | v roce 1965 zbořená kaple            |        |        |
| Některé drobné sakrální stavby a pamětihodnosti lze dohledat zde v databázi Drobné sakrální památky Zaniklé sakrální stavby lze dohledat zde v databázi Poškozené a zničené kostely, kaple a synagogy v České republice |                                |           |               |                                  |                                      |        |        |

Ve farnosti se mohou nacházet i další drobné sakrální stavby, místa římskokatolického kultu a pamětihodnosti, které neobsahuje tato tabulka. Patří mezi ně mj. v Adolfově při silnici na Větrov kříž na hranolovém soklu ze 2. poloviny 19. století.

## Příslušnost k farnímu obvodu
Z důvodu efektivity duchovní správy byl vytvořen do 30.9.2015 farní obvod (kolatura) farnosti Mariánské Radčice, od 1.10.2015 farní obvod Bohosudov, jehož součástí je i farnost Habartice u Krupky, která je tak spravována excurrendo.